# Simkania
Simkania ist eine Gattung von Bakterien, die zu den Chlamydien im Phylum Chlamydiota (früher Chlamydia) gehört. Die Typusart dieser Gattung ist S. negevensis.
Diese ist, wie andere Chlamydien-Arten intrazelluläre Parasiten mit einem Wachstumszyklus, der durch zwei Stadien (sporenartige infektiöse Partikel und stoffwechselaktive, vegetative, replizierende Partikel) gekennzeichnet ist.

## Systematik
Die hier wiedergegebene Systematik folgt der List of Prokaryotic names with Standing in Nomenclature (LPSN) mit Ergänzungen nach der Taxonomie des National Center for Biotechnology Information (NCBI) und der Genome Taxonomy Database (GTDB) mit Stand 20. August 2023.
Klade: PVC group (PVC-Gruppe)
- Phylum: Chlamydiota Garrity & Holt 2021 in [A.Oren A & G.M.Garrity (2021)] (synonym Abteilung: „Chlamydiae“  Garrity & Holt 2012)
  - Klasse: Chlamydiia (Horn 2011) emend. Gupta et al. 2016 (veraltet Chlamydiae Cavalier-Smith 2002, nom rej.)
    - Ordnung: Chlamydiales Storz & Page 1971 (NCBI: Parachlamydiales Gupta et al. 2016)[A. 1]
      - Familie: Simkaniaceae Everett et al. 1999
        - Gattung (Biologie): Simkania Everett et al. 1999
          - Spezies: Simkania negevensis Everett et al. 1999, inklusive Simkania sp. ZV1, Chlamydia-like sp. 'kahane Z' (Typus), Habitat: Referenzstamm Z als bakterielle Verunreinigung in Zellkulturen entdeckt (1993).[1][3] Nach Bartlett et al. (2022) ist diese Art ein etabliertes Humanpathogen.[2][5][6]
            - Stamm: Z alias ATCC:VR-1471 oder DSM 27360 (Referenzstamm)
            - Stamm AH-315-G07, Fundort: CORK U1383C-Deep, North Pond (Mittelatlantischer Rücken) etwa mittig zw. Puerto Rico und Westsahara
            - Stamm HKST-UBA17[7] – in der NCBI-Taxonomie als Simkania sp. isolate HKST-UBA17 geführt,[8] Fundort: Belebtschlamm aus der Kläranlage Hongkong-Shatin
            - Stamm HKST-UBA18[7] – in der NCBI-Taxonomie als Simkania sp. isolate HKST-UBA18 geführt[9] Fundort: Belebtschlamm aus der Kläranlage Hongkong-Shatin
            - Stamm HK-STAS-VERR_A-7[7] – in der NCBI-Taxonomie als Chlamydiales bacterium isolate HK-STAS-VERR_A-7 geführt,[10] Fundort: Belebtschlamm aus der Kläranlage Hongkong-Shatin

Korallen-Symbionten der Gattung mit provisorischen Bezeichnungen:[11]
          - Spezies: Simkania sp. IP30a_bin.2 – Wirt: Isopora palifera[12] (Acroporidae), Fundort: Heron Island (Queensland) im Great Barrier Reef, Australien, Korallenskelett (2020)[13]
          - Spezies: Simkania sp. PL25a_bin.130 – Wirt: Porites lutea (Steinkorallen), Fundort: Heron Island (Queensland) im Great Barrier Reef, Australien, Korallenskelett (2020)[13]
          - Spezies: Simkania sp. Pac_F2b – Wirt: Pocillopora acuta (Steinkorallen), Fundort: Feather Reef (17,52° S, 146,38° O) im Great Barrier Reef, Australien (2017)[14]
          - Spezies: Chlamydiae bacterium 3300010035-10 (nur bei Maire et al., 2023) – assoziiert mit Cyphastrea (Steinkorallen), nächstens verwandt mit Simkania sp. Pac_F2b.[14]

        - Gattung Simkania_A – abgetrennt in der GTDB,[7] in der NCBI-Taxonomie nicht von Simkania unterschieden
          - Spezies Simkania_A negevensis_A[7] – in der NCBI-Taxonomie nicht von S. negevensis unterschieden
            - Stamm NC_groundwater_799_Pr6_B-0.1um_41_7, Fundort Grundwasser südlich von Middletown, Lake County (Kalifornien) (2019).

## Etymologie
Der Gattungsname Simkania ist ein Kofferwort, gebildet aus dem Namen der Entdeckerin  der Gattung, Simona Kahane, damals an der Ben-Gurion-Universität im Negev.
Das Art-Epitheton negevensis der Typusart bezieht sich auf die Wüste Negev im Süden Israels und bedeutet „aus dem Negev oder zum Negev gehörend“.

## Simkania negevensis
S. negevensis wurde als bakterielle Kontamination (unbekannter Herkunft) in Zellkulturen entdeckt. Die Charakterisierung dieser Art ist von dem ursprünglich als „Mikroorganismus Z“ (englisch micro-organism Z) bezeichneten Referenzstamm abgeleitet (Kahane et al., 1993, 1995, 1999).
Es handelt sich um ein obligat intrazelluläres Bakterium,  das in einer Vielzahl von kultivierten Zellen mit einem 5-7-tägigen Entwicklungszyklus in zytoplasmatischen Phagosomen, ähnlich wie bei den Gattungen Chlamydia und einigen Rickettsia-Arten. Per Elektronenmikroskopie kann man zwei sich abwechselnde Entwicklungsformen beobachten, die englisch als elementary bodies und reticulate bodies bezeichnet werden.
Der Referenzstamm ZT (T wie Typus, Referenz) enthält kein extrachromosomales Plasmid (DNA außerhalb des Bakterienchromosoms) und hat im Vergleich zu anderen Chlamydien mit bis zu 14 Tagen einen ungewöhnlich langsamen Entwicklungszyklus in kultivierten Vero-Zellen.
S. negevensis  hat – im Gegensatz zu anderen Chlamydien, deren ribosomale RNA (rRNA) beschrieben wurde – ein Intron der Gruppe I in der 23S-rRNA (auf Position 1931 in E.-coli-Nummerierung); aber dieses Intron wird nicht aus der rRNA ausgespleißt.
Das Intron ist eng verwandt mit Gruppe-I-Introns in der 23S-rRNA von Chloroplasten und Mitochondrien in Algen und Amöben.
S. negevensis kommt als Krankheitserreger beim Menschen vor, sie wurde aber auch in frei lebenden Amöben nachgewiesen.

## Simkaniaspp. in Korallen
In den Jahren 2022/2023 wurde der Fund von Simkania-Bakterien in verschiedenen Korallen im Great Barrier Reef, Australien, bekannt.
Dies waren die ersten Funde von Bakterien der Ordnung Chlamydiales in Korallen.
Beispielsweise entdeckten Justin Maire et al. 2023 per Metagenomik in der Steinkorallen-Art Pocillopora acuta einen als Pac_F2b bezeichneten Stamm, zusätzlich zu anderen Bakterien der Gattung Endozoicomonas (Gammaproteobacteria).
Mit den Korallenzellen in Verbindung stehende mikrobielle (hier: bakterielle) Aggregate (englisch cell-associated microbial aggregates, CAMAs) befinden sich in den Tentakeln von P. acuta.
Das Team fand heraus, dass die genannten Bakterien Nährstoffe und Energie von ihren Wirten stehlen, um selbst zu überleben.
Es konnte zu diesem Zeitpunkt allerdings noch nicht geklärt werden, ob die Bakterien für Korallen insgesamt überwiegend schädlich oder nützlich sind. Das Vorhandensein mehrerer Bakterien erlaubt zudem die Möglichkeit, dass die einen Bakterien Nährstoffe und Energie von den anderen korallenassoziierten Bakterien erhalten.
Bisher sind photosynthetische Dinoflagellaten aus der Familie der Symbiodiniaceae (sog. Zooxanthellen) die bei weitem am besten untersuchten korallenassoziierten Mikroorganismen. Ihr stressbedingter Verlust führt zur gefürchteten Korallenbleiche.
Die Möglichkeit, dass in den Korallengeweben lebende Bakterien miteinander interagieren, ist ein interessanter neuer Aspekt. Denn die Funde zeigen einen möglichen Nährstoff- und Energieaustausch zwischen den verschiedenen korallenassoziierten Bakterien und ihren Wirten. Sie eröffnen neue Einblicke in das Mikrobiom der Korallen und seine möglichen Auswirkungen auf die Gesundheit der Riffe. Einer der Schwerpunkte der weiteren Erforschung dieses Phänomens soll die Entwicklung von bakterieller Probiotika für Korallen sein, um ihre Widerstandsfähigkeit gegen thermischen Stress und ihre Überlebensraten aufgrund der Klimaerwärmung zu verbessern.

## Weiterführende Literatur
- Rebecca-Diana Koch, Eva-Maria Hörner, Nadine Münch, Elke Maier, Vera Kozjak-Pavlovic: Modulation of Host Cell Death and Lysis Are Required for the Release of Simkania negevensis. In: Frontiers Cell. Infect. Microbiol. Band 10, 29. Oktober 2020, S. 594932; doi:10.3389/fcimb.2020.594932, PMID 33194844, PMC 7658264 (freier Volltext) (englisch).
- Manon Vouga, David Baud, Gilbert Greub: Simkania negevensis, an Example of the Diversity of the Antimicrobial Susceptibility Pattern among Chlamydiales. In: ASM Journals: Antimicrobial Agents and Chemotherapy. Band 61, Nr. 8; 25. July 2017; doi:10.1128/aac.00638-17 (englisch).
- Karthika Karunakaran, Adrian Mehlitz, Thomas Rudel: Evolutionary Conservation of Infection-Induced Cell Death Inhibition among Chlamydiales. In: PLOS ONE, 22. Juli 2011; doi:10.1371/journal.pone.0022528 (englisch).